# Irish Cup 1896-97
Irish Cup 1896–97 var den 17. udgave af Irish Cup, og turneringen blev vundet af Cliftonville FC, som dermed vandt Irish Cup for tredje gang. Finalen fandt sted den 20. marts 1897, hvor Sherwood Foresters FC på Grosvenor Park i Belfast blev besejret med 3-1. Det var Sherwood Foresters FC første og eneste optræden i en Irish Cup-finale.

## Udvalgte resultater

### Semifinaler
| Dato  | Kamp                                               | Res. | Spillested        |
| ----- | -------------------------------------------------- | ---- | ----------------- |
| 23.1. | Cliftonville FC – Distillery FC                    | 2–1  | Solitude, Belfast |
| 6.2.  | Sherwood Foresters FC – St Columb's Hall Celtic FC | 3–2  | The Oval, Belfast |

### Finale
| Dato  | Kamp                                    | Res. | Spillested              |
| ----- | --------------------------------------- | ---- | ----------------------- |
| 20.3. | Cliftonville FC – Sherwood Foresters FC | 3–1  | Grosvenor Park, Belfast |